# Centenário (Rio Grande do Sul)
Centenário é um município do estado brasileiro do Rio Grande do Sul.

## Geografia
Pertence à Mesorregião do Noroeste Rio-Grandense e à Microrregião de Erechim.